# Wilfried Möbius

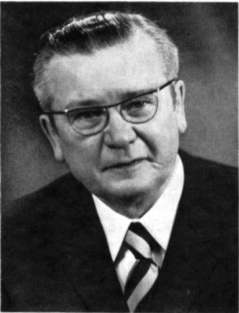
Wilfried Möbius

Wilfried Möbius (* 30. Oktober 1914 in Lohmen bei Pirna; † 10. Juni 1996 in Jena) war ein deutscher Gynäkologe und Geburtshelfer.

## Leben
Wilfried Möbius verlor noch vor seinem Eintritt in die Schule seine Eltern. Seine Mutter starb 1917, sein Vater 1920. Ab dem 6. Lebensjahr wuchs er bei seiner Stiefmutter auf. Ostern 1921 trat er in die Grundschule ein und wechselte Ostern 1925 auf das Realgymnasium Pirna, später Borna bei Leipzig. Ostern 1934 erhielt Möbius dort das Reifezeugnis. Anschließend wurde er zum Militärdienst eingezogen, welchen er bis 1935 ableistete.
Nach dem Studium der Medizin in Leipzig und Wien wurde Wilfried Möbius 1940 an der Universität Leipzig promoviert. Seine ärztliche Tätigkeit begann er im gleichen Jahr als Assistenzarzt im Stadtkrankenhaus Naumburg, zuerst in der chirurgischen danach in der internistischen Abteilung. Im Zweiten Weltkrieg wurde er 1942 Lazarettarzt. Nach dem Krieg arbeitete er ab 1945 erneut als Assistenzarzt, diesmal an der Universitätsfrauenklinik Leipzig. Dort wurde Möbius 1951 unter Robert Schröder Oberarzt und nach seiner Habilitation 1955 Professor mit Lehrauftrag. 1956 nahm er den Ruf auf den Lehrstuhl der Medizinischen Akademie Magdeburg an und übernahm am 1. September 1956 als Nachfolger von Karlheinz Sommer die Leitung der Frauenklinik in der Leipziger Straße. Am 1. September 1958 wurde Möbius Ordinarius an der Medizinischen Akademie Erfurt. Bereits 1959 wechselte er erneut, diesmal als Nachfolger von Gustav Döderlein, Ordinarius für Gynäkologie und Geburtshilfe und Direktor der Geburtshilflich-Gynäkologischen Klinik an die Friedrich-Schiller-Universität Jena. Von 1965 bis 1967 war Wilfried Möbius Vorsitzender der Gesellschaft für Geburtshilfe und Gynäkologie der DDR und von 1968 bis 1974 Dekan der Medizinischen Fakultät der Universität Jena. Er gehörte dem Senat der Universität bis 1978 an. Möbius war Mitherausgeber des Archiv für Geschwulstforschung, der Beiträge zur Krebsforschung und Mitarbeiter der Zeitschrift Berichte über die gesamte Gynäkologie und Geburtshilfe sowie deren Grenzgebiete. Wilfried Möbius leitete die Jenaer Klinik bis zu seiner Emeritierung im Jahre 1980. Er starb 1996 im Alter von 81 Jahren.
Wilfried Möbius war seit Oktober 1940 Gertraud Möbius, geborene Mähler, verheiratet. Aus der Ehe gingen drei Kinder hervor.

## Schriften (Auswahl)
Wilfried Möbius verfasste 16 Monografien, 10 Handbuchbeiträge, 137 wissenschaftliche Artikel und hielt 100 Vorträge auf größeren Kongressen.
- Über Sitz und Ausbreitung der Carcinoma corporis uteri, deren Bedeutung für die Wahl der Therapie (Operation oder Bestrahlung). Dissertation, Universität Leipzig, 1940
- Beitrag zur Radiumbehandlung in der Gynäkologie. Habilitation, Universität Leipzig, 1955
- Geburtshilfliche Strahlen- und Röntgendiagnostik. Grundlagen, Methodik und praktische Anwendung. Akademie-Verlag, Berlin, 1967
- Beitrag zur Radiumbehandlung in der Gynäkologie. Akademie-Verlag, Berlin, 1967
- Operative Geburtshilfe in Vergangenheit und Gegenwart. Sonderdruck Leopoldina, 114–116, Jena, 1977
- (zusammen mit Harald Hilmerth): Der hohe Gradstand. Thieme, Leipzig 1957
- Die Geburt. Thieme, Leipzig, 1961
- Festschrift zum 70. Geburtstag von Robert Schröder. Thieme, Leipzig, 1955

## Mitgliedschaften
- Deutsche Gesellschaft für Gynäkologie
- Deutsche Röntgengesellschaft
- Deutsche Gesellschaft für Physikalische Medizin
- International Fertility Association
- Gesellschaft für Geburtshilfe und Gynäkologie der DDR
- Deutsche Akademie der Naturforscher Leopoldina (seit 1976)
- Mitglied der Sektion Geburtshilfe und Säuglingsfürsorge der Deutschen Akademie der Wissenschaften
- Vorstandsmitglied der Sektion Geschwulstforschung der Deutschen Akademie der Wissenschaften

## Ehrungen
Möbius wurde 1966 mit der Hufeland-Medaille in Gold, 1970 mit dem Titel Verdienter Arzt des Volkes und 1973 mit der Medaille für treue Dienste im Gesundheitswesen ausgezeichnet.